# Alkové

Alkové bývají spojováni s runou Algiz

Alkové, latinsky Alcis, jsou božští blíženci, kteří byli uctíváni germánským kmenem Naharvalů, žijících na území dnešního Slezska.
Jsou zmiňováni pouze v Tacitově Germanii z počátku 2. století:
| „ | Naharvalové s pýchou ukazují posvátný háj spojený se starobylým kultem. Zdejší kněz je oblečen v ženském rouše, ale bohové zde ctění, jsou podle římského výkladu Kastór a Pollux. Těm odpovídají svou podstatou, ale jmenují se Alkové. Nejsou zde žádné obrazy ani žádné známky toho že by byl kult cizího původu, jisté je však že jsou ctěni jako mladí muži a bratři. | “ |